# 김석태
김석태(金錫泰, 일본식 이름: 神林誠가미바야시 다카시, 1870년 1월 3일 ~ 1945년 4월 11일)는 대한제국과 일제강점기의 관료로, 본적은 경성부 평동정(平洞町)이다.

## 생애
1886년 동당초시(東堂初試)에 합격했으며 1998년 2월 종1품 주임관에 해당하는 직위인 시종원봉시(侍從院奉侍)에 임명되었다. 1901년 9월 대한제국 중추원 의관(칙임관 4등)으로 임명되었고 1902년 10월 홍문관 시독(弘文館 侍讀, 판임관 7등)을 역임했다. 1906년 서우학회 교제원(交際員)과 서북학회 평의원을 역임했으며 1908년 4월 정동공립보통학교(貞洞公立普通學校) 학무위원, 1909년 3월 사립협성학교(私立協成學校) 교감을 역임했다.
1915년 10월 시정5년기념 조선물산공진회에서 경성협찬회 회원으로 참여했으며 1919년 협성구락부 발기인(1919년 7월 29일), 경성교풍회 평의원(1919년 9월), 조선경제회 이사(1919년 12월) 등을 역임하였다.
1920년 1월 국민협회 평의원을 역임했으며 1920년 1월 17일에 열린 제1회 내선인 간담회에 출석했다. 1921년 4월 광화문금융조합(光化門金融組合) 감사, 1925년 간이국세조사위원을 역임했으며 1920년 11월부터 1926년까지 경성부협의회 의원, 1925년 1월부터 1929년 5월까지 동민회 평의원을 역임했다.
1925년 2월부터 1930년 1월까지 국민협회 상담역, 1927년 2월부터 1929년 2월까지 국민협회 총무를 역임했으며 1931년 국민협회 고문을 역임했다. 1931년 6월부터 1934년까지 국민협회 기관지 《민중신문》 사장을 역임했고 1934년 국민협회 이사, 1939년 1월부터 1941년 2월까지 국민협회 고문을 역임했다. 1933년 경성부 서부방면 고문촉탁을 역임했으며 1934년 경성부 평동정 총대를 역임했다.
민족문제연구소의 친일인명사전 수록자 명단의 친일단체 부문, 친일반민족행위진상규명위원회가 발표한 친일반민족행위 705인 명단에 포함되었다.

## 참고자료
- 친일반민족행위진상규명위원회 (2009). 〈김석태〉. 《친일반민족행위진상규명 보고서 Ⅳ-2》. 서울. 903~916쪽.